# Pseudocarpidium
Pseudocarpidium es un género de plantas con flores con nueve especies pertenecientes a la familia de las lamiáceas, anteriormente se encontraba en las verbenáceas. Es nativo del Caribe.

## Especies
- Pseudocarpidium avicennioides (A.Rich.) Millsp. 1906
- Pseudocarpidium domingense (Urb. & Ekman) Moldenke 1937
- Pseudocarpidium ilicifolium (A.Rich.) Millsp. 1906
- Pseudocarpidium multidens (Urb.) Moldenke 1937
- Pseudocarpidium neglecta Bisse 1975
- Pseudocarpidium pungens Britton 1912
- Pseudocarpidium rigens (Griseb.) Britton 1912
- Pseudocarpidium shaferi Britton 1920
- Pseudocarpidium wrightii Millsp. 1906